# Mattstetten
Mattstetten (toponimo tedesco) è un comune svizzero di 573 abitanti del Canton Berna, nella regione di Berna-Altipiano svizzero (circondario di Berna-Altipiano svizzero).

## Geografia fisica
Mattstetten è situato nella valle del fiume Urtenen e si estende su un'area di 3,8 km²; di questa estensione, il 49,9% è utilizzato per fini agricoli, il 33,8% è coperto da boschi, il 15,6% è edificato e il rimanente 0,8% è improduttivo (fiumi, ghiacciai).

## Storia
Mattstetten fu menzionato per la prima volta nel 1201 come Mahtsteten.

## Società
La popolazione è composta per il 63% da adulti fra i 20 e i 64 anni; bambini e ragazzi di età compresa tra 0 e 19 anni sono il 25,9% della popolazione e gli anziani over 65 rappresentano il restante 11,1%. Circa l'88,1% della popolazione ha completato l'istruzione superiore non obbligatoria.

### Evoluzione demografica
L'evoluzione demografica è riportata nella seguente tabella:
Abitanti censiti

### Lingue e dialetti
La maggior parte della popolazione (dato del 2000) parla tedesco (97,1%), il francese è la seconda lingua più diffusa (0,7%) e l'olandese la terza (0,5%).

## Economia
Mattstetten ha un tasso di disoccupazione dello 0,5%. Al 2005 vi erano 32 addetti del settore primario dell'economia e 11 compagnie operanti in quel settore. 11 abitanti e 3 aziende operavano nel settore secondario. 104 persone erano impiegate nel terziario, con 10 aziende nel settore.

## Infrastrutture e trasporti

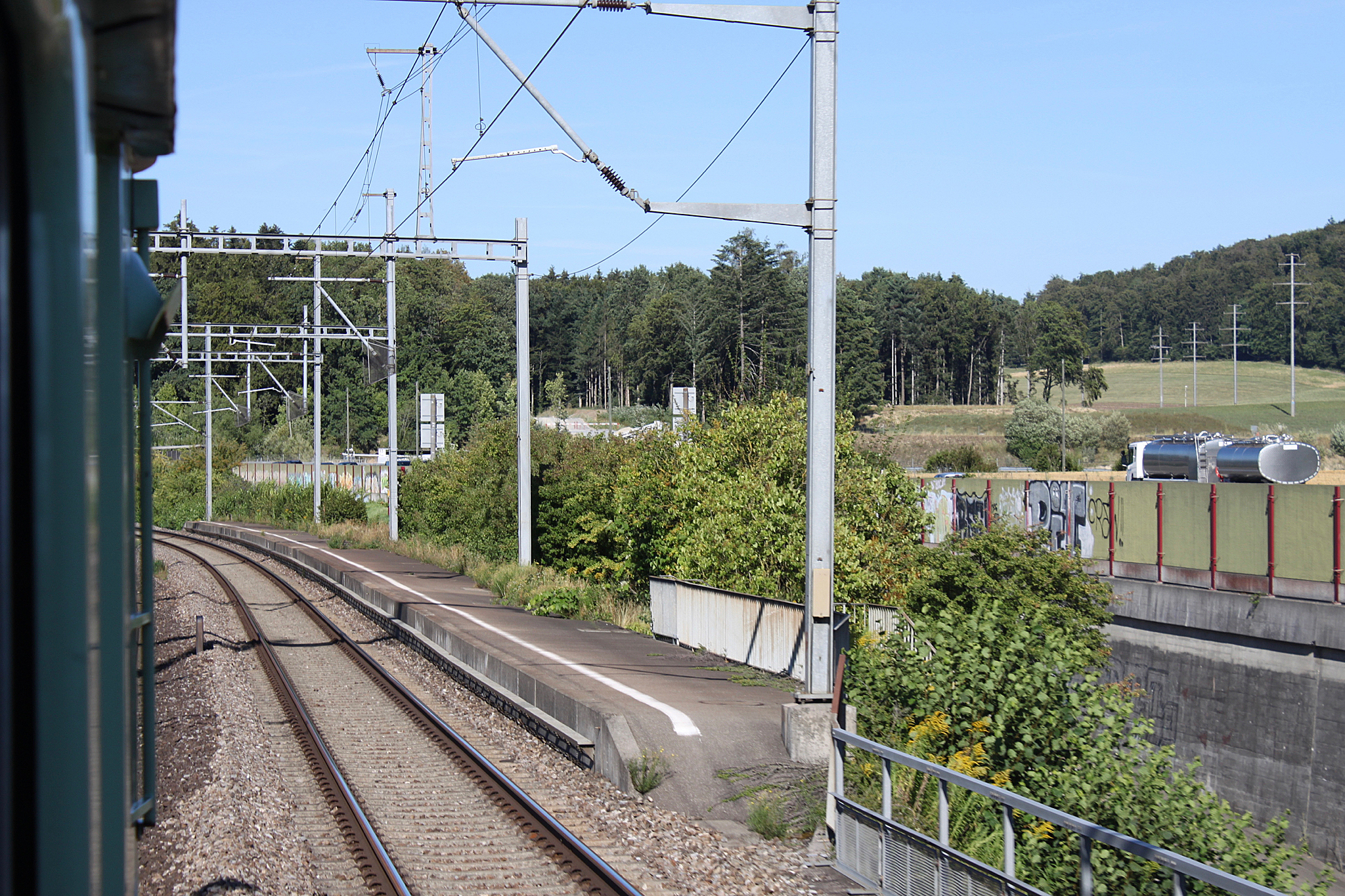
L'ex stazione di Mattstetten

Mattstetten è stata servita tra il 1934 e il 2004 dall'omonima stazione sulla ferrovia Olten-Berna; dalla stessa si dirama la ferrovia Mattstetten-Rothrist, che ha come capolinea Mattstetten e si snoda per 52 km. Due autostrade passano vicino al paese: l'imbocco per l'A1 e l'A6 si trova a circa 3 km di distanza dal centro.

## Amministrazione
Ogni famiglia originaria del luogo fa parte del cosiddetto comune patriziale e ha la responsabilità della manutenzione di ogni bene ricadente all'interno dei confini del comune.